# Pardosa naevioides
Pardosa naevioides este o specie de păianjeni din genul Pardosa, familia Lycosidae. A fost descrisă pentru prima dată de Strand, 1916.
Este endemică în Namibia. Conform Catalogue of Life specia Pardosa naevioides nu are subspecii cunoscute.